# Mertendorf (Thuringe)
Pour les articles homonymes, voir Mertendorf.
Mertendorf est une commune allemande de l'arrondissement de Saale-Holzland, Land de Thuringe.

## Géographie
Mertendorf se situe près de la forêt de Tautenburg.
|          | Schkölen   |            |
| Schkölen | Mertendorf |            |
|          |            | Rauschwitz |

## Histoire
Mertendorf est mentionné pour la première fois en 1252 dans le cadre de la construction du Lobdeburg.

## Source, notes et références
- (de) Cet article est partiellement ou en totalité issu de l’article de Wikipédia en allemand intitulé « Mertendorf (Thüringen) » (voir la liste des auteurs).